# Torneio Internacional de Futebol Feminino
O Torneio Internacional de Manaus, anteriormente Torneio Internacional de São Paulo, Torneio Internacional de Brasília e Torneio Internacional de Natal, é uma competição amistosa, disputada no Brasil, entre seleções nacionais de futebol feminino. A competição era realizada anualmente de 2009 até 2016, sendo disputada durante o mês de dezembro. Esse torneio não equivale a Copa do Mundo de futebol feminino, a qual o Brasil nunca ganhou.
Inicialmente criado e organizado pela Secretaria Municipal de Esportes e Lazer de São Paulo e pela Federação Paulista de Futebol (FPF), passou a partir de 2013 para a responsabilidade da Confederação Brasileira de Futebol e da Federação Brasiliense de Futebol.
Sua primeira edição foi em 2009, o torneio foi disputado no Estádio do Pacaembu, em São Paulo, até 2012. Em 2013 e 2014 foi disputado em Brasília e o torneio passou a ser jogado no estádio Mané Garrincha. Em 2015, foi realizado na Arena das Dunas em Natal, no Rio Grande do Norte. Em 2016, foi realizado na Arena da Amazônia em Manaus, Amazonas.
Quatro seleções participam do campeonato: o Brasil e outras três que são convidadas. Ao longo da história dessa competição amistosa, as brasileiras foram campeãs em oito de suas dez edições.
Não foi realizada em 2017 e 2018, mas com o boom no futebol feminino em 2019, o torneio foi reativado e com o patrocínio do aplicativo Uber, passando a ser chamar Torneio Uber Internacional de Futebol Feminino.

## Edições
| Ano           | Sede              |                   | Final                   | Final             | Final             |                         | Disputa do terceiro lugar | Disputa do terceiro lugar | Disputa do terceiro lugar |
| Ano           | Sede              | Campeão           | Placar                  | Vice-campeão      | Terceiro lugar    | Placar                  | Quarto lugar              |                           |                           |
| ------------- | ----------------- | ----------------- | ----------------------- | ----------------- | ----------------- | ----------------------- | ------------------------- | ------------------------- | ------------------------- |
| 2009 Detalhes | São Paulo         | Brasil            | 5 – 2                   | México            | China             | 2 – 0                   | Chile                     |                           |                           |
| 2010 Detalhes | São Paulo         | Canadá            | 2 – 2 (melhor campanha) | Brasil            | Países Baixos     | 2 – 1                   | México                    |                           |                           |
| 2011 Detalhes | São Paulo         | Brasil            | 2 – 1                   | Dinamarca         | Itália            | 3 – 2                   | Chile                     |                           |                           |
| 2012 Detalhes | São Paulo         | Brasil            | 2 – 2 (melhor campanha) | Dinamarca         | México            | 2 – 0                   | Portugal                  |                           |                           |
| 2013 Detalhes | Brasília          | Brasil            | 5 – 0                   | Chile             | Canadá            | 1 – 0                   | Escócia                   |                           |                           |
| 2014 Detalhes | Brasília          | Brasil            | 0 – 0 (melhor campanha) | Estados Unidos    | China             | 0 – 0 (melhor campanha) | Argentina                 |                           |                           |
| 2015 Detalhes | Natal             | Brasil            | 3 – 1                   | Canadá            | México            | 2 – 1                   | Trinidad e Tobago         |                           |                           |
| 2016 Detalhes | Manaus            |                   | Brasil                  | 5 – 3             | Itália            |                         | Rússia                    | 1 – 0                     | Costa Rica                |
| 2017          | Não foi disputada | Não foi disputada | Não foi disputada       | Não foi disputada | Não foi disputada |                         | Não foi disputada         | Não foi disputada         | Não foi disputada         |
| 2018          | Não foi disputada | Não foi disputada | Não foi disputada       | Não foi disputada | Não foi disputada |                         | Não foi disputada         | Não foi disputada         | Não foi disputada         |
| 2019 Detalhes | São Paulo         |                   | Chile                   | 0 (5) – (4) 0     | Brasil            |                         | Costa Rica                | 3 – 1                     | Argentina                 |
| 2021 Detalhes | Manaus            |                   | Brasil                  | (pontos corridos) | Chile             |                         | Venezuela                 | (pontos corridos)         | Índia                     |

## Resultados
| Seleção           | Títulos                                             | Vice-campeonatos | Terceira colocação | Quarta colocação |
| ----------------- | --------------------------------------------------- | ---------------- | ------------------ | ---------------- |
| Brasil            | 8 (2009, 2011, 2012, 2013, 2014, 2015, 2016 e 2021) | 2 (2010 e 2019)  | —                  | —                |
| Canadá            | 1 (2010)                                            | 1 (2015)         | 1 (2013)           | —                |
| Chile             | 1 (2019)                                            | 2 (2013 e 2021)  | —                  | 2 (2009 e 2011)  |
| Dinamarca         | —                                                   | 2 (2011 e 2012)  | —                  | —                |
| México            | —                                                   | 1 (2009)         | 2 (2012 e 2015)    | 1 (2010)         |
| Itália            | —                                                   | 1 (2016)         | 1 (2011)           | —                |
| Estados Unidos    | —                                                   | 1 (2014)         | —                  | —                |
| China             | —                                                   | —                | 2 (2009 e 2014)    | —                |
| Países Baixos     | —                                                   | —                | 1 (2010)           | —                |
| Rússia            | —                                                   | —                | 1 (2016)           | —                |
| Costa Rica        | —                                                   | —                | 1 (2019)           | 1 (2016)         |
| Venezuela         | —                                                   | —                | 1 (2021)           | —                |
| Argentina         | —                                                   | —                | —                  | 2 (2014 e 2019)  |
| Portugal          | —                                                   | —                | —                  | 1 (2012)         |
| Escócia           | —                                                   | —                | —                  | 1 (2013)         |
| Trinidad e Tobago | —                                                   | —                | —                  | 1 (2015)         |
| Índia             | —                                                   | —                | —                  | 1 (2021)         |